# Bondeno

Bondeno (Bundén en dialecte de Ferrare) est une commune italienne de la province de Ferrare, dans la région Émilie-Romagne.

## Géographie
Le territoire communal de Bondeno est situé au cœur de la plaine du Pô, à l’extrémité ouest de la  province de Ferrare, aux confins des provinces de Mantoue et Modène. La cité est traversée par la route provinciale SP69 qui mène à Ferrare à 20 km à l’est, ainsi que par le fleuve Panaro et le cavo Napoleonico ; un canal artificiel qui sert de dégorgeoir du Reno (fleuve) dans la Pô au hameau de Salvatonica.

Une ligne de chemin de fer Suzzara-Ferrara dessert la zone industrielle au nord de la cité.

Bondeno étant situé à une altitude variant de 5 à 14 mètres, le territoire est sillonné par plusieurs canaux de bonification des terres.  

## Histoire
Les recherches archéologiques ont révélé l’existence sur le territoire de Bondeno de traces d’établissements humains du néolithique, de l’âge du bronze, de l’âge du fer et de l’ère romaine.

Au Moyen Âge, le territoire appartient au monastère de Nonantola, par donation de Aistolf (roi lombard), puis fit partie des possessions de Mathilde de Canossa qui, au début du XIIe siècle, fit construire une forteresse pour la défense de la cité qui fut ensuite détruite par Alphonse Ier d'Este.

Vers 1463, un artisan de l’officine de Gutenberg de Mayence réalisa, à Bondeno, les premières pages imprimées d'Italie.

Comme la plupart des cités de Romagne, Bondeno subit les invasions et la domination de Venise, Parme, Este, pour passer à l’État pontifical.
 
Sous Napoléon Bonaparte Bondeno fut annexé à la République cisalpine puis au département du Bas-Pô.

En 1860, Bondeno fit partie du royaume de Sardaigne puis du royaume d'Italie.

En 2012, Bondeno fut fortement touché par les séismes qui frappèrent le nord de L’Emilie-Romagne, particulièrement celui du 20 mai qui provoqua la destruction de plusieurs structures historiques et industrielles.

## Monuments et lieux d’intérêt
- L'église de la Nativité, construite en 1114 par donation de Mathilde de Canossa, comprend une tour horloge où est conservé l’emblème de Bondeno.
- La tour beffroi de style gothique lombard du XIIe siècle, réaménagée au XIVe siècle,
- L’église du Sacré Cœur, érigée sur les ruines d’un oratoire au XVIe siècle avec un beffroi de 1617.
- Le musée d’art moderne et contemporain,
- La pinacothèque civique.
- Dans le hameau de Stellata, la Rocca Possente, fortification carrée érigée au XIe siècle pour le contrôle du trafic fluvial et dont une chaîne reliée à la tour de Ficarolo, sur l’autre rive, barrait le lit du fleuve Pô. Monument déclaré au patrimoine mondial de l’humanité (UNESCO)
- Dans le bourg de Settepolesini, une réserve naturelle où fut retrouvé lors d’excavations des ossements de mammouth remontant à la dernière période interglaciaire.
- La station de relevage des eaux « Pilastresi ».
- La « Botte Napoleonica », une des extrémités du cavo Napoleonico (dégorgeoir du fleuve Reno dans la Pô).

## Administration
| Période                                  | Période  | Identité          | Étiquette                   | Qualité |
| ---------------------------------------- | -------- | ----------------- | --------------------------- | ------- |
| 1960                                     | 1970     | Borsari Enzo      | Partito Socialista Italiano |         |
| 1970                                     | 1975     | Bergamini Nino    | Parti communiste italien    |         |
| 1975                                     | 1990     | Lodi Bracciano    | Parti communiste italien    |         |
| 1990                                     | 1995     | Biancardi Daniele | Partito Socialista Italiano |         |
| 1995                                     | 1995     | Campini Claudio   | Parti communiste italien    |         |
| 1995                                     | 1999     | Campi Ettore      | Indipéndent (centre gauche) |         |
| 1999                                     | 2009     | Verri Davide      | Alleanza Nazionale          |         |
| 2009                                     | En cours | Fabbri Alan       | Lega Nord                   |         |
| Les données manquantes sont à compléter. |          |                   |                             |         |

### Hameaux
Burana, Gavello, Ospitale, Pilastri, Ponte Rodoni, Salvatonica, San Biagio, Santa Bianca, Scortichino, Settepolesini, Stellata, Zerbinate

### Communes limitrophes
Cento, Felonica, Ferrare, Ficarolo, Finale Emilia, Mirabello, Mirandola, Sant'Agostino, Sermide, Vigarano Mainarda

### Personnalités liées à Bondeno
- Teodoro Bonati, hydraulicien et mathématicien
- Pier-Angelo Manzolli  (1500-1543 environ), humaniste et poète
- Arrigo Minerbi, sculpteur
- Pina Gallini, actrice
- Achille Superbi, caricaturiste
- Carlo Bernini, politique et entrepreneur

## Population

### Évolution de la population en janvier de chaque année
| 1861   | 1901   | 1921   | 1951   | 1961   | 1971   | 1981   | 1991   | 2001   |
| ------ | ------ | ------ | ------ | ------ | ------ | ------ | ------ | ------ |
| 12 001 | 15 682 | 23 247 | 28 016 | 22 325 | 19 111 | 18 284 | 16 945 | 15 741 |

| 2011   | - | - | - | - | - | - | - | - |
| ------ | - | - | - | - | - | - | - | - |
| 15 130 | - | - | - | - | - | - | - | - |

### Ethnies et minorités étrangères
Les nationalités majoritairement représentatives étaient :
| Pos. | Pays     | Population |
| ---- | -------- | ---------- |
| 1    | Maroc    | 547        |
| 2    | Chine    | 150        |
| 3    | Roumanie | 143        |
| 4    | Albanie  | 115        |
| 5    | Moldavie | 86         |
| 6    | Inde     | 66         |
| 7    | Tunisie  | 56         |
| 8    | Pologne  | 53         |
| 9    | Ukraine  | 51         |
| 10   | Turquie  | 13         |

### Jumelage
- Dillingen an der Donau (Allemagne)
- Bihać (Bosnie-Herzégovine)